# 가브리엘 아칠리에르
가브리엘 에두아르도 아칠리에르 수리타(스페인어: Gabriel Eduardo Achilier Zurita ɡaˈβɾjel atʃiˈljer[*], 1985년 3월 24일, 마찰라 ~)는 에콰도르의 축구 선수로, 포지션은 수비수이다.

## 클럽 경력
마찰라 출신으로, 마찰라는 LDU 로하에서 프로 데뷔를 했다. 그 곳에서, 그는 성장하는 국가대표팀 기대주들 중 한명으로 성장하였다. 2004년, 그는 데포르티보 아소게스에 합류했다.
아소게스에서, 그는 놀라운 활약으로 자신의 명성을 떨치기 시작했다. 아칠리에르는 아소게스가 에콰도르 세리에 A 2007의 리기야 결선 진출에 도왔다. 아소게스는 우수한 활약을 펼쳤으나 우승을 거두지는 못하였다. 그러나, 2008년, 아칠리에르는 경기에서 더욱 성장한 모습을 보임에도 팀은 끔찍한 시즌을 보냈다. 아소게스는 리그 최하위임에도 불구하고 후반기에도 형편이 없었다. 그 결과, 아칠리에르와 그의 팀 아소게스는 2부 리그로 강등되었다.
2008년 11월, 아칠리에르는 에멜레크의 프리시즌 첫 영입이 되었다. 그는 완전 이적 조항으로 임대되었다.
2009년 12월, 에멜레크는 선수를 완전 영입하고, 5년짜리 계약서에 서명하게 했는데, 그의 성과는 필요에 따라 어느 포지션이든지 소화가 가능해 감독으로부터 "해결사"로 평가되었기 때문이었다.

## 국가대표팀 경력
2008년 5월 27일, 아칠리에르는 프랑스전을 앞두고 에콰도르 국가대표팀에 차출되었다.

## 수상

### 클럽
에멜레크
- 에콰도르 세리에 A: 2013